# فرحان السعدی

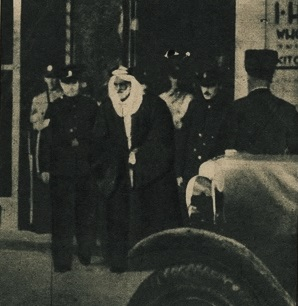
السعدی بعد از دستگیری توسط نیروهای اشغالگر انگلیسی در سال ۱۹۳۷

فرحان السعدی (عربی: فرحان السعدي؛ زاده: ۱۸۵۶ – درگذشته: ۲۷ نوامبر ۱۹۳۷) در روستای «المزار» در ناحیه «جنین»، در شمال فلسطین متولد شد. او دانش خود را در مکتب‌خانه روستا و مدرسه ابتدایی جنین کسب کرد، وی علاقه‌مند به فراگیری درس‌های مذهبی در مساجد بود. هنگامی که انگلیس، فلسطین را اشغال کرد در میان مردم به عنوان «شیخ فرحان» شناخته می‌شد.

## فعالیت‌ها
فرحان السعدی به‌طور مداوم در کنفرانس‌های ملی و تظاهرات علیه قیمومت انگلیس شرکت داشت. در انقلاب ۱۹۲۹، به همراه گروهی از مجاهدین در منطقه جنین موظف شدند دست به شورش و نافرمانی بزنند، وی در این جریان دستگیرشده و سه سال را در زندان «آکری و زندان نور شمس» در بازداشت به‌سر برد. پس از خروج از زندان، به «حیفا» نقل مکان کرد، با «شیخ عزالدین القسام» ارتباط برقرار کرده و به تیپ تحت فرمان او پیوست.

## اعدام
در ۱۷ آوریل ۱۹۳۶، شیخ فرحان السعدی و همکار او شیخ ابو احمد عطیه، به یک کاروان یهودی حمله کردند و بعد از این واقعه (که منجر به انقلاب ۱۹۳۶) با دوستان خود به کوه‌ها و غارها پناه بردند و در تمام مدت مرحله اول، مبارزه خودشان را ادامه دادند تا اینکه بعد از کشته شدن «اندروز» وی به همراه سه تن از همرزمانش دستگیرشده و توسط دادگاه‌های فرمایشی که سه ساعت بطول انجامید؛ به اتهام قتل «اندروز» به اعدام محکوم گردید.
شیخ سعدی در جریان محاکمه، دفاع از خودش را رد کرد و کاملاً سکوت بود و کلمات کمی بر زبان آورد و هنگامی که از وی سؤال شد که آیا گناهکار هستی آن را قبول نکرد؛ ولی وقتی گفته شد آیا حین دستگیری با خودش سلاح حمل می‌کرده آن را پذیرفت و گفت که یک سلاح قدیمی داشته‌است که در خانه‌اش نگهداری می‌کرده‌است. وی در تاریخ ۲۷ نوامبر ۱۹۳۷ اعدام شد.